# Moonblood
Moonblood war eine aus Schneeberg in Sachsen stammende, deutsche Black-Metal-Band, die 1994 gegründet wurde und inzwischen aufgelöst wurde.

## Geschichte
1991 gründeten Occulta Mors, Count Damien Nightsky, Lord Asmoday und Blacksoul die Death-Metal-Band Purulent Obduction, die ab 1993 Black Metal spielte und in Demoniac umbenannt wurde. Nach einem internen Streit gründeten Count Damien Nightsky und Lord Asmoday die Band Andras, während Occulta Mors und Blacksoul die Band zu Moonblood umbenannten. In ihrer neunjährigen Karriere nahm die Band mehrere Demos auf, die zum Teil auch als Bootlegs auf CD erhältlich waren. Als vollständige Alben erschienen 1995 Blut und Krieg auf Majestic Union und 2000 Taste Our German Steel (dessen Cover aus dem Spiel Heroes of Might and Magic III stammt) auf End All Life Productions, beide in streng limitierter Auflage als LP. Es erschienen außerdem diverse Split-Veröffentlichungen unter anderem mit Deathspell Omega und Katharsis.

## Stil und Rezeption
Moonblood gelten als Kultband in der deutschen Black-Metal-Szene. Ihr roher und primitiver Klang, der Anleihen bei der zweiten Black-Metal-Welle aus Norwegen, insbesondere Darkthrone, nahm, wurde zum Vorläufer von deutschen Bands wie Nargaroth. So ist es auch nicht verwunderlich, dass Kanwulf von Nargaroth Moonblood in seinem Album Black Metal ist Krieg als „[die einzige] Black Metal-Band Deutschlands, die neben Absurd es auch wert ist, erwähnt zu werden“ bezeichnet. Occulta Mors beteiligte sich außerdem als Schlagzeuger an diesem Album, auf dem sich auch ein Cover von Moonbloods The Gates of Eternity findet. Die Alben von Moonblood und insbesondere die Demos werden heute als gesuchte Sammlerstücke gehandelt. Als Inspiration wird Moonblood auch von Judas Iscariot aus den Vereinigten Staaten und Satanic Warmaster aus Finnland genannt.
Moonblood selbst gilt als unpolitische Band. Das Bandmitglied Occulta Mors war jedoch auch bei rechtsextremen Bands wie Totenburg als Gastmusiker aktiv. Nach dem Ende von Moonblood gründete er die Band Nachtfalke. In deren Interviews bezeichnet er sich unter anderem als Angehöriger der Herrenrasse. Zudem zeigte er auf Konzerten der Band Lyssa den Hitlergruß und wurde deshalb aus der Band ausgeschlossen.

## Diskografie

### Demos
- 1994: Demoniac
- 1994: Moonblood
- 1994: Rehearsal 1 – My Evil Soul
- 1994: Rehearsal 2 – The Evil Rules
- 1994: Nosferatu
- 1995: Rehearsal 3 – Frozen Tears of a Vampire
- 1995: The Winter Falls over the Land
- 1995: Rehearsal 4
- 1995: Rehearsal 5 – Under the Cold Moon
- 1995: Siegfried (Die Sage vom Helden)
- 1996: Rehearsal 6
- 1996: Rehearsal 7
- 1996: Rehearsal 8 – Conquering the Ravenland
- 1996: Rehearsal 9 – Unpure Desires of Diabolical Lust
- 1997: Rehearsal 10
- 1997: Rehearsal 11 – Worshippers of the Grim Sepulchral Moon
- 1998: Rehearsal 12
- 2003: Dusk Woerot

### Alben
- 1997: Blut und Krieg (Majestic Union)
- 2000: Taste Our German Steel (End All Life Productions)
- 2015: Ensom Skogen / Forgotten Spell / Moonblood - Flammenwut / Aesthetics Of The Necromantic Manifestation / The Unholy (Misanthrophia Discos)

### Kompilationen
- 2013: From Hell – The Gift of Hatred (Box-Set mit fünf LPs, Iron Bonehead Productions)
- 2014: Blut & Krieg / Sob a lua do bode (Misanthropia Discos)

### Split-Alben
- 1996: Moonblood / Nema (mit Nema, Unholy Baphomet Records)
- 1998: Hordes of Hate / Endless Woods (mit Asakku, Sombre Records)
- 1999: Fuck Peace! We’re at War! (mit Evil (Brasilien) Southern Productions)
- 1999: Kingdom Under Funeral Skies / Ve Znamení Ohně (mit Inferno, Christhunt Productions)
- 2001: Watchtowers of Darkness / Supreme Black Forces of Steel (mit Katharsis, Sombre Records)
- 2001: Sob A Lua Do Bode / Demoniac Vengeance (mit Deathspell Omega, End All Life Productions)

### Samplerbeiträge
- 1996: I Am All auf Under the Pagan Moon (Cyclonic Productions)
- 1997: Fullmoon Witchery auf Encyclopedia Pestilentia (Velvet Music International)
- 2001: Troglodytin auf Black Metal Blitzkrieg (End All Life Productions)

### Sonstige
Bei den Werken Hail the Gods of Metal, Fullmoon Witchery sowie Für den Sieg handelt es sich um Bootlegs.
- 2005: Lightnings over the Burning Church (A Tribute to Moonblood) (Thor’s Hammer Productions, Tributealbum mit unter anderem Inferno, Evil, Nargaroth und Agazgul)